# Eric Wynalda
Eric Boswell Wynalda (Fullerton, 1969. június 9. –) amerikai válogatott labdarúgó, edző.

## Fordítás
- Ez a szócikk részben vagy egészben  az   Eric Wynalda című angol Wikipédia-szócikk fordításán alapul.  Az eredeti cikk szerkesztőit annak laptörténete sorolja fel. Ez a jelzés csupán a megfogalmazás eredetét és a szerzői jogokat jelzi, nem szolgál a cikkben szereplő információk forrásmegjelöléseként.